# Jason West
Jason West, né le 2 juin 1993 à Quakertown en Pennsylvanie, est un triathlète professionnel américain, vainqueur sur triathlon Ironman 70.3.

## Palmarès
Ces tableaux présentent les résultats les plus significatifs (podium) obtenus sur le circuit international de triathlon depuis 2015,.
| Année | Compétition                                           | Pays       | Position      | Temps           |
| ----- | ----------------------------------------------------- | ---------- | ------------- | --------------- |
| 2022  | Ironman 70.3 Augusta                                  | États-Unis | Médaille d'or | 3 h 35 min 17 s |
| 2022  | Ironman 70.3 Chattanooga                              | États-Unis | Médaille d'or | 3 h 37 min 14 s |
| 2021  | Ironman 70.3 Des Moines                               | États-Unis | Médaille d'or | 2 h 38 min 20 s |
| 2021  | Ironman 70.3 Memphis                                  | États-Unis | Médaille d'or | 3 h 45 min 4 s  |
| 2020  | Coupe Panaméricaine - l'étape sprint de Puerto Cortes | Honduras   | Médaille d'or | 52 min 17 s     |
| 2020  | Coupe Panaméricaine - l'étape sprint de Playa Hermosa | Costa Rica | Médaille d'or | 58 min 57 s     |
| 2019  | Ironman 70.3 Santa Cruz                               | États-Unis | Médaille d'or | 3 h 48 min 23 s |
| 2018  | Coupe Panaméricaine - l'étape sprint de Richmond      | États-Unis | Médaille d'or | 51 min 21 s     |
| 2017  | Coupe Panaméricaine - l'étape sprint de Richmond      | États-Unis | Médaille d'or | 52 min 11 s     |
| 2015  | Coupe Panaméricaine - l'étape de Cartagena            | Colombie   | Médaille d'or | 1 h 57 min 27 s |
| 2015  | Coupe Panaméricaine - l'étape de Punta Guilarte       | Porto Rico | Médaille d'or | 1 h 58 min 48 s |

| Année | Compétition                              | Pays       | Position      | Temps          |
| ----- | ---------------------------------------- | ---------- | ------------- | -------------- |
| 2018  | Championnat panaméricain en relais mixte | États-Unis | Médaille d'or | 1 h 7 min 40 s |